# Sonneries réglementaires de l'armée française
Les sonneries réglementaires de l'armée française sont des ordres donnés entre militaires en jouant du clairon ou de la trompette. Elles sont issues des batteries réglementaires jouées au tambour. La sonnerie du réveil ou la sonnerie aux morts en sont des exemples populaires.

## Historique

Soldat jouant une sonnerie au clairon.

La vie militaire est ponctuée de cérémonies protocolaires marquées par des sonneries jouées au clairon et tambour. Les batteries réglementaires datent de la mise en service du tambour dans l'Armée française, c'est-à-dire du règne de François Ier (1515-1547).
Le tambour dit « d'ordonnance » avait en effet pour mission essentielle d'assurer la transmission des ordres. Les diverses et nombreuses batteries avaient chacune une désignation propre et un rythme particulier qui les distinguait des autres afin d'éviter toute confusion. Elles étaient exécutées soit de pied ferme, soit en marchant par les tambours accompagnés de hautbois ou de fifres.
Marguery (père) définissait le mouvement métronomique ainsi :
« On doit toujours observer la même cadence dans les diverses batteries. Chaque pas faisant une seconde, ainsi on en fera soixante en une minute, mais dans la « Charge », qui sert au Pas Redoublé, on ira une fois plus vite ; chaque pas ne devant durer qu'une demi-seconde, on en fera aisément cent vingt dans la minute »
En 1831, les corps de troupe furent dotés de clairons, instrument mis au point en 1822 par le facteur de cuivres Antoine Courtois, et le chef de Musique Melchior composa un répertoire complet des sonneries règlementaires pour clairon dont la plupart étaient basées sur les rythmes des batteries de tambours correspondantes. Elles pouvaient ainsi être exécutées soit par les tambours seuls, soit par les clairons seuls, soit par un ensemble de tambours et de clairons, suivant les nécessités du service.
Quant aux hautbois, ils ne furent employés, après la fin de l'Ancien Régime, que dans les musiques militaires ; et les fifres furent supprimés après la chute de Napoléon III.
Depuis la grande guerre l'on ne charge plus au son du tambour ou du clairon, comme il était de règle lorsque les troupes en formation de combat devaient évoluer sur le champ de bataille, et qu'il n'y avait pas d'autre moyen de transmettre les ordres. Toutefois les anciens de 1914-18 ont conservé un souvenir ému de la sonnerie du cessez-le-feu du 11 novembre 1918. D'ailleurs le clairon Sellier devint un héros national, qui fut appelé durant des décennies à reprendre la même sonnerie lors de diverses cérémonies officielles à Verdun ou à l'arc de triomphe de Paris.

## Composition

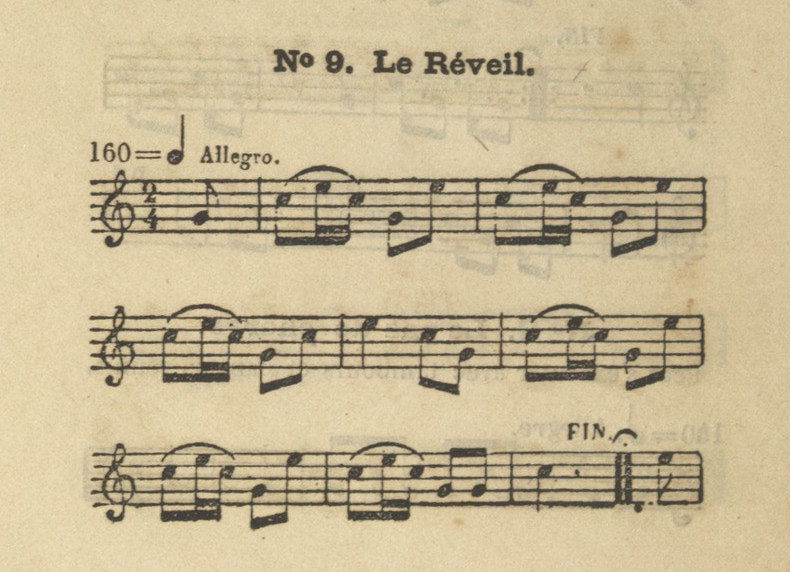
Fragment de la partition du Réveil (ou Le Réveil) du règlement du 28 juillet 1884 de l'infanterie, Ministère de la guerre. Imprimée en 1885.

Les batteries et les sonneries règlementaires sont des signaux de convention. Elles peuvent se diviser en trois catégories :
- cérémonial militaire ;
- sonneries de « quartier » ;
- sonneries de « manœuvres ».

Il y a souvent deux versions d'une même sonnerie, clairon pour l'infanterie, trompette pour la cavalerie. Les unes et les autres ont subi au cours des années des déformations incessantes bien qu'elles aient fait l'objet d'instructions ministérielles nombreuses. Ces déformations peuvent être mises soit sur le compte du graveur ou du typographe, soit encore sur celui d'une interprétation inexacte de l'instructeur.

## Sonneries courantes
- « Rappel »: à l'approche d'un officier
- « Aux champs »: à l'approche d'un officier général à partir de 4 étoiles, du président de la République, de ses représentants (ambassadeurs, préfets) et des plus hautes autorités de l'Etat ainsi qu'au moment de l'élévation dans les messes militaires
- « Sonnerie aux morts » : lors de funérailles ou de la commémoration d'une bataille.
- « Berloque ».